# Target 2

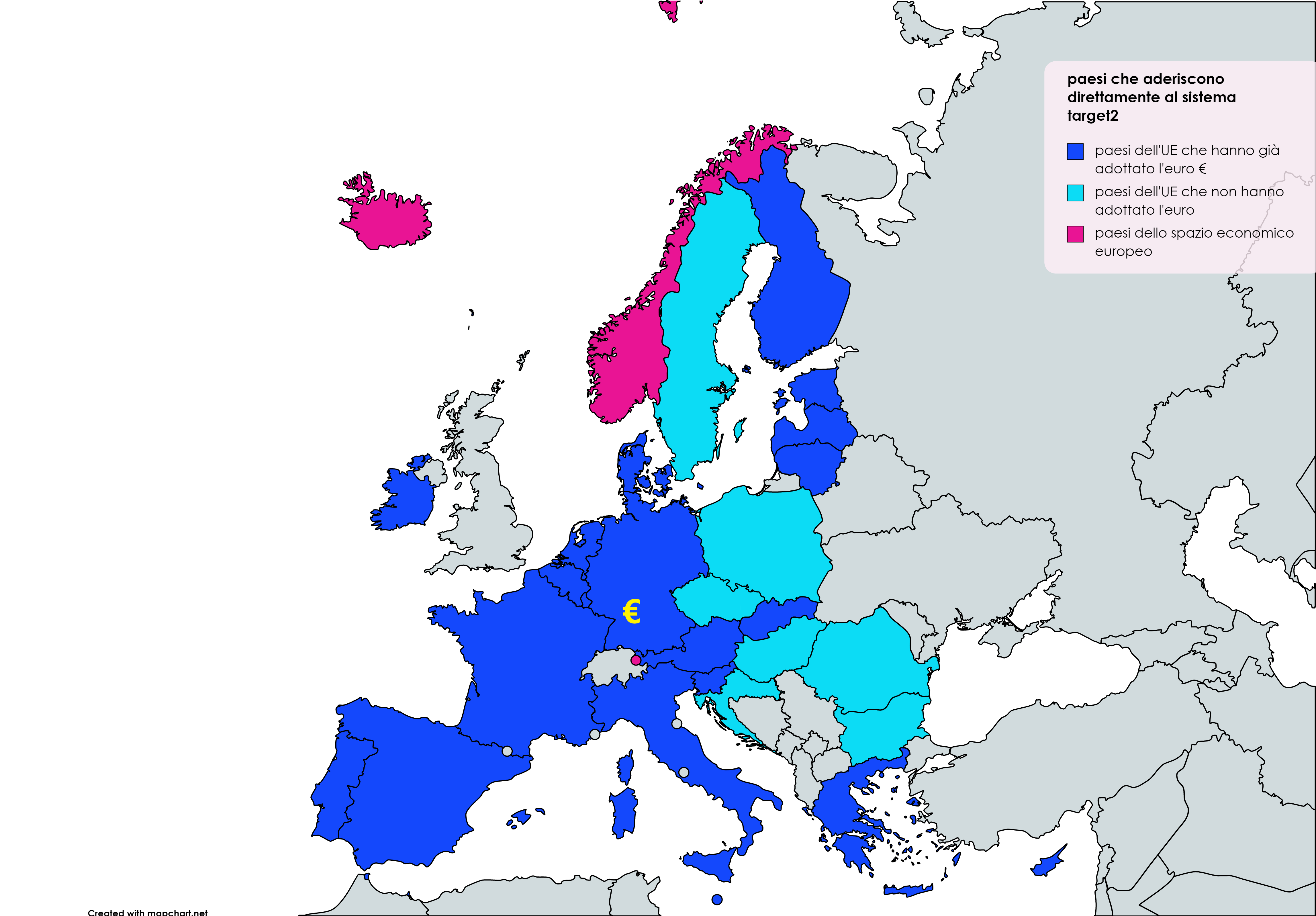
Partecipanti diretti TARGET2

TARGET2, acronimo di "Trans-European Automated Real-Time Gross Settlement Express Transfer System" (in italiano: "Sistema paneuropeo di regolamento lordo in tempo reale"), è uno dei più grandi sistemi di pagamento al mondo, utilizzato dalle banche per eseguire operazioni in Euro per proprio conto e per conto dei propri clienti.
Dà la possibilità alle banche europee di partecipare alla politica monetaria unica, facendo circolare il denaro in maniera veloce e sicura, favorendo la convergenza dei tassi d'interesse in tutta l'area dell'Euro e l'afflusso di liquidità all'economia reale attraverso il canale bancario. TARGET2 è un sistema di regolamento lordo in tempo reale in moneta di banca centrale gestito dalle banche centrali di Italia, Francia e Germania, per conto dell'Eurosistema.

## Obiettivi
Gli obiettivi che TARGET2 si prefigge sono di rendere più agevoli ed efficienti i pagamenti interbancari, contribuendo alla stabilità dell'Euro e di dare impulso anche a quelli per conto della clientela. 
TARGET2 contribuisce a:
- ridurre il rischio sistemico, minimizzando la possibilità che l'incapacità di adempiere agli obblighi presi da parte di un singolo partecipante possa bloccare l'intero sistema;
- assicurare l'attuazione della trasmissione omogenea degli impulsi di politica monetaria;
- garantire l'efficienza dei pagamenti transfrontalieri in Euro.

## Funzionamento
TARGET2 esegue il regolamento lordo in tempo reale (RTGS) di pagamenti di qualsiasi cifra immessi dai partecipanti (banche). Non esiste nessun limite d'importo, ogni operazione viene regolata con definitività immediata (finality).
Il sistema è legalmente suddiviso in singole componenti nazionali, nel senso che le Banche Centrali Nazionali mantengono i rapporti amministrativi e operativi con i partecipanti nazionali (principio di decentramento).
Nell'ambito delle 3CB fornitrici del servizio, la Banca d'Italia e la Bundesbank gestiscono l'operatività delle componenti di regolamento, mentre la Banque de France fornisce i servizi informativi, tramite il "Customer Related Services System".
Insieme le tre banche si occupano della gestione, manutenzione ed evoluzione della piattaforma, della gestione dei profili amministrativi, legali e di sicurezza. 
L'insieme delle tre banche centrali (3CB) ha il ruolo di service provider dell'Eurosistema relativamente a TARGET2 e costituisce, nella struttura di governance dell'Eurosistema, il Level 3 (L3), legato da un rapporto contrattuale con il Level 2 (L2), rappresentato da tutte le banche centrali nazionali del Sistema Europeo delle Banche Centrali (SEBC), proprietario del sistema. Il Level 3 riceve importi annuali per la gestione operativa e aggiuntivi relativi alla manutenzione evolutiva di TARGET2, seguendo un approccio di pieno recupero dei costi (full cost recovery) ma senza che ne derivi un profitto no-profit. 
TARGET2 opera dal lunedì al venerdì su un arco di 21 ore esclusa la fascia oraria tra le 22 e l'una del mattino dedicata alla manutenzione, esclusi:
- 1º gennaio
- Venerdì di Pasqua
- Lunedì di Pasqua
- 1º maggio
- 25 dicembre
- 26 dicembre

### Adesione
TARGET2 può essere utilizzato ogni volta che avviene un trasferimento di euro da un paese a un altro, consentendo quindi pagamenti transfrontalieri più efficienti. 
Questa transazione avviene direttamente tra gli istituti creditizi partecipanti senza intermediazione delle Banche Centrali Nazionali (BCN) o della Banca Centrale Europea (BCE).
Aderiscono al sistema TARGET2 le banche dei paesi dell'area dell'Euro, insieme a Bulgaria, Danimarca, Polonia e Romania; circa 1 000 banche commerciali insediate in Europa detengono un conto di regolamento nel sistema presso la propria banca centrale. In tal modo, TARGET2 intermedia una quota predominante dei pagamenti in Euro di importo rilevante. Giornalmente nel sistema vengono regolati oltre 350 000 pagamenti, per un importo di quasi 2 000 miliardi di Euro.
TARGET2 è utilizzato per effettuare operazioni di politica monetaria nell'area dell'Euro. Anche le banche centrali degli Stati membri dell'UE che non hanno ancora adottato l'Euro hanno la possibilità di partecipare a TARGET2 e di regolare le transazioni in Euro tramite la piattaforma.
Altre istituzioni finanziarie possono connettersi a TARGET2 tramite una banca centrale partecipante. Possono scegliere tra diverse opzioni di accesso:
- Partecipante diretto: un istituto finanziario stabilito nello Spazio Economico Europeo (SEE) che detiene un conto in TARGET2, invia e riceve pagamenti per proprio conto o per conto dei propri clienti;
- Partecipazione indiretta: un istituto finanziario stabilito nello SEE che invia e riceve pagamenti tramite un partecipante diretto a TARGET2;
- Accesso multi-destinatario: filiali di un partecipante diretto nello SEE che sono autorizzate a canalizzare i pagamenti attraverso il conto del partecipante diretto;
- BIC Indirizzabile: un corrispondente di un partecipante diretto che detiene un codice identificativo bancario (BIC), indipendentemente dal suo luogo di stabilimento.

## Storia
L'introduzione di TARGET2 si basa su una decisione del 2002 del Consiglio Direttivo della BCE.
Ha iniziato le operazioni il 19 novembre 2007, quando il primo gruppo di paesi (Austria, Cipro, Germania, Lettonia, Lituania, Lussemburgo, Malta e Slovenia) è migrato.
TARGET2 ha sostituito il sistema RTGS di prima generazione dell'Euro, TARGET, che aveva iniziato le operazioni il 4 gennaio 1999, con l'introduzione dell'Euro. TARGET collegava tra loro i diversi sistemi RTGS già esistenti a livello nazionale, perché non vi era abbastanza tempo per sviluppare un unico sistema in vista dell'introduzione dell'Euro.
TARGET2 è una completa riprogettazione di TARGET, che fornisce il servizio RTGS su un'unica piattaforma tecnologica. La Banque de France, la Deutsche Bundesbank e la Banca d'Italia hanno avuto, dopo la loro proposta, il compito di sviluppare la nuova piattaforma e di agire come fornitori di servizio per conto dell'Eurosistema.
TARGET2 ha sostituito completamente la prima generazione di TARGET nel maggio 2008, data dell'ultima migrazione.

### Date importanti
- 24 ottobre 2002: il Consiglio Direttivo della BCE impone i principi fondamentali dell'organizzazione di TARGET2;
- 16 dicembre 2004: il Consiglio Direttivo accetta formalmente la proposta delle 3CB (Banque de France, Deutsche Bundesbank e Banca d'Italia) di sviluppare e operare una Single Shared Platform (SSP; piattaforma unica condivisa).
- Aprile 2007: adozione delle linee guida TARGET2;
- 19 novembre 2007: lancio ufficiale di TARGET2;
- Maggio 2008: fine della migrazione di tutte le BCN in TARGET2;
- 11 agosto 2014: decisione della BCE che identifica TARGET2 come Sistema di Pagamento di Importanza Sistemica (SIPS) ai sensi del Regolamento (UE) n. 795/2014 sui requisiti di sorveglianza dei sistemi di pagamento.